# Règles d'origine
Les règles d'origine sont utilisées par les États et organisations régionales pour déterminer l'origine des marchandises qui entrent ou sortent de leur territoire douanier. Elles sont extrêmement importantes dans le cadre du commerce international car elles conditionnent le tarif douanier et les éventuelles mesures de politique commerciale qui s'appliquent aux marchandises échangées.
On distingue les règles d'origine préférentielle, lorsque le bien est échangé entre deux États ayant conclu un accord bilatéral ou régional, des règles d'origine non préférentielle, lorsque le bien est échangé entre deux États n'ayant pas conclu un tel accord.

## Règles d'origine non préférentielle
La Convention internationale pour l'harmonisation des régimes douaniers du 18 mai 1973, révisée le 3 février 2006, par la Convention dite « Convention de Kyoto » propose un cadre pour déterminer l'origine non préférentielle des produits (échangés entre deux États n'ayant pas conclu d'accord bilatéral ou régional),. 
La Convention distingue les marchandises entièrement produites dans un seul pays, qui sont naturellement réputées issues du pays dans lequel elles ont été obtenues, et les marchandises dont la production fait intervenir plusieurs pays, dont l'origine est le lieu dans lequel elles ont subi leur « dernière transformation ou ouvraison substantielle ». Trois critères permettent de déterminer une « transformation ou ouvraison substantielle » : un changement de position tarifaire du produit : l’origine est le lieu dans lequel la valeur d’un produit a été modifiée significativement ; la part de la valeur ajoutée d’un produit : l’origine est le lieu dans lequel le produit a acquis une certaine part de sa valeur ajoutée, généralement 45 % ; l’ouvraison spécifique : l’origine est le lieu dans lequel un produit a subi une transformation substantielle, lui donnant une caractéristique qu’il ne possédait pas auparavant. 
Cependant, la Convention de Kyoto n’est pas contraignante et chaque pays possède donc sa propre réglementation pour définir l’origine des marchandises entrant sur son territoire.
Dans le cadre de l’Organisation mondiale du commerce (OMC), des travaux d’harmonisation des règles d’origine sont en cours avec pour objectif la mise en place des mêmes critères de détermination de l’origine dans tous les États membres. Ces travaux en sont néanmoins toujours au stade de la discussion autour du Comité des règles d’origine et du Comité technique de l’organisation mondiale des douanes de l’OMC.

## Règles d'origine préférentielle
Les règles d'origine sont essentielles aux accords de libre-échange bilatéraux, régionaux et aux accords commerciaux préférentiels qui se développent aujourd'hui car elles servent à déterminer si les marchandises y sont éligibles ou non et doivent servir à lutter contre le détournement de trafic. Or, les accords de l'OMC ne contiennent aucune disposition sur les règles d'origine préférentielle des produits (échangés entre deux États ayant conclu un accord préférentiel). Ainsi, les réglementations varient suivant chaque accord même s'ils tendent globalement vers un socle commun.
L'Organisation mondiale des douanes (OMD) a lancé une nouvelle plateforme en ligne : WCO Trade Tools qui regroupe le Système harmonisé, les règles d'origine préférentielle et l'évaluation en douane. Elle comprend une base de données de plus de 400 accords de libre-échange avec leurs Règles d'origine préférentielle, leurs Règles spécifiques par produit, ainsi que leur Certificat d'origine.